# Mermitelocerus
Genre
Mermitelocerus est un genre d'insectes hétéroptères (punaises).

## Liste d'espèces
Selon BioLib (8 avril 2021) :
- Mermitelocerus annulipes Reuter, 1908
- Mermitelocerus schmidtii (Fieber, 1836)
- Mermitelocerus viridis Yasunaga & Miyamoto, 1991